# Censo soviético de 1937

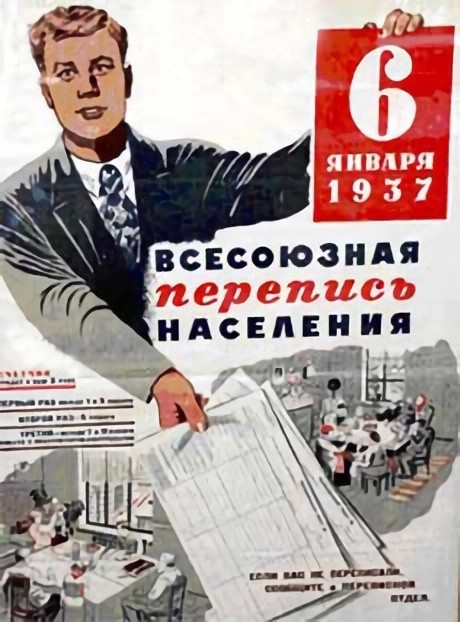
Cartel de información sobre el censo de 1937 en la URSS.

El censo soviético del 6 de enero de 1937 fue un censo particularmente controvertido de la Unión de Repúblicas Socialistas Soviéticas. Aunque mostró un crecimiento poblacional respecto del censo de 1926, de 147 millones a 162 millones, sus resultados detallados no fueron publicados y sus organizadores fueron acusados de haber sido “saboteadores”, debido a que el conteo arrojó cifras de población bastante menores que las previamente anticipadas dando pie a que algunos historiadores y demógrafos intentasen posteriormente estimar el número de víctimas de la Gran Purga estalinista.

## Demoras
Después del primer censo de la historia soviética, realizado el 17 de diciembre de 1926, el próximo estaba inicialmente planeado para 1933.
El 15 de marzo de 1932, la Comisión Estadística creó la organización formal que realizaría el censo (Tsentral'noye Upravleniye Narodno-Jozyaystvennogo Uchyota, TsUNJU) la cual, enmarcada dentro del plan quinquenal del Gosplán, estaría presidida por V. V. Osinsky. El 22 de abril de ese mismo año, el Sovnarkom (Consejo de Comisarios del Pueblo) tomó la decisión de “realizar el censo de la Unión en diciembre de 1933, el 15 de abril de 1933. Poco tiempo después, su fecha fue movida para comienzos de 1935. No obstante, el 23 de junio de 1934 el día del conteo nacional sería nuevamente postergado para enero del año siguiente. Luego, el 15 de junio de 1935, el censo fue otra vez corrido para diciembre de 1936. Finalmente, fue efectivamente realizado el 6 de enero de 1937.
Las múltiples demoras se debieron más probablemente a la renuencia en mostrar los catastróficos resultados demográficos derivados de la política de colectivización en la Unión Soviética y de la hambruna de 1932-33, incluyendo el Holodomor, que tuvo lugar en Ucrania. Por el contrario, las autoridades soviéticas agitaron grandes expectativas acerca del entonces esperado crecimiento demográfico.

## Altas expectativas
El 26 de enero de 1934 el líder soviético Iósif Stalin informó al XVII Congreso del Partido Comunista que uno de sus principales logros había sido “el crecimiento de la población de 160,5 millones a fines de 1930 a 168 millones a finales de 1933.
El 1 de diciembre de 1935, Iósif Stalin realizó un discurso, titulado “Encuentro de los koljozniks (kolkhozniki) con los líderes soviéticos y del Partido”:

Todo el mundo dice que la situación material de los trabajadores ha mejorado dramáticamente, que la vida se ha vuelto mejor y más divertida. Esto es por supuesto cierto. Pero esto ha hecho que la población se reproduzca mucho más rápidamente que en los viejos días. La tasa de natalidad es más alta, la de mortalidad es menor y el crecimiento demográfico puro [vegetativo] es por lejos más fuerte. Eso es por supuesto bueno y le damos la bienvenida [Murmullos graciosos en el auditorio]. Ahora cada año tenemos un crecimiento demográfico de 3 millones de almas. Eso significa que cada año crecemos tanto como toda Finlandia [Muchos se ríen]
Iósif Stalin.

Al considerar ese (muy) optimista informe de Iósif Stalin, se debería haber esperado una población de unos 180 millones en 1937. Sin embargo, las estadísticas oficiales basadas en las tasas registradas de nacimientos y decesos anticipaban que el censo debía estar en el rango de los 170-172 millones. de habitantes, pero según Stalin debía considerarse que esos datos subestimaban la “población real”.
El 21 de septiembre de 1935, el Sovnarkom adoptó la decisión “Sobre la organización del registro de los cambios naturales de población” (О постановке учета естественного движения населения, transliterado como (O postanovke ucheta estestvennogo dvizheniya naseleniya), lo más probablemente que a partir de la autorización de Stalin al respecto.:

Los órganos de registro fueron a veces usados por los enemigos de clase, quienes allí habían infiltrado a sacerdotes, kulaks, y movimientos blancos e hicieron que sus propios saboteadores contrarrevolucionarios deliberadamente trabajasen para ocultar el crecimiento de la población, al registrar las mismas muertes [naturales] múltiples veces.

De hecho, como rebate A. G. Volkov, la idea de que un significativo número de personas recibieron múltiples certificados de defunción individuales es absurda. Por otro lado, y más bien por el contrario, era bastante común no registrar los fallecimientos de especialmente los prisioneros y de aquellos que murieron durante las hambrunas de la década de 1930. Por ejemplo, durante del Holodomor en Ucrania, varios campesinos famélicos trataron (a pesar de la prohibición oficial) de escapar hacia las ciudades, donde con suerte lograrían ganar algún dinero para comprar comida o, en su defecto, por lo menos podrían mendigarla. Muchos de ellos murieron en las calles. Por ejemplo, en 1933 los servicios de limpieza y de recolección de residuos de Kiev recogieron 9.472 cadáveres en la ciudad. No obstante, solo 3.991 de ellos fueron oficialmente registrados, mientras que los otros 5.481 fueron simplemente enterrados sin haber sido identificados, siguiendo las instrucciones de la fiscalía local..

## Preparación
La comisión oficial para la preparación del censo fue oficialmente conformado el 16 de septiembre de 1935. 
Esta incluía a: 
- Viacheslav Mólotov, presidente del Sovnarkom (abreviatura de "Consejo de Comisarios del Pueblo").
- Lázar Kaganóvich, Narkom ("Comisario del pueblo") para el transporte.
- Anastás Mikoyán, Narkom para la industria alimenticia.
- N.K. Antipov, vicepresidente del Sovnarkom.
- Nikolái Bulganin, presidente de Mossovet.
- Emmanuíl Kviring, vicepresidente del Gosplán.
- I.A. Kraval, director del TsUNKhU.
- A.S. Popov, vicejefe del anterior organismo.

Posteriormente se unió a la comisión Valery Mezhlauk, presidente del Gosplán y quien presidía la comisión y fueron editados personalmente por el mismísimo líder supremo Iósif Stalin. A.G. Volkov especula al respecto que nunca en la historia moderna un asunto eminentemente técnico como un censo sería tan puntillosamente manejado por funcionarios oficiales de tan alto rango..
Mientras que los contemporáneos de Stalin alababan (o fingían hacerlo) lo claro y concisos que eran esos formularios diseñados por Stalin en el diseño de estos formularios, varios académicos modernos han criticado los no siempre buenos significativos cambios allí introducidos. Mucha de la información, por ejemplo la relacionada con la estructura socioeconómica y de ingresos, la migración, etc. no podían ser deducidas ni “construidas” a partir de los nuevos formularios. Algunas preguntas (como las relacionadas con la categoría social) eran extremadamente vagas, por lo que permitían diferentes interpretaciones. Volkov argumenta que eso fue hecho de manera deliberada.
Asimismo Stalin ordenó eliminar la doble contabilización (de aquellos individuos presentes durante la hora del censo y de quienes vivían permanentemente en un determinado domicilio), eliminando de alguna manera la precisión de los cálculos. Tal vez peor, la fecha del censo coincidió con la noche del 5-6 de enero, es decir, en vísperas de la Navidad ortodoxa. A pesar de las notables restricciones que entonces estaba sufriendo la tradicional Iglesia rusa, la gente se movilizaba más que de costumbre durante esa fecha, derivando por lo tanto en significativos o importantes errores de contabilización (primero potenciales y luego efectivos).
La principal pregunta adicional introducida por el propio Stalin estaba relacionada con las creencias religiosas. Según Volkov, Stalin esperaba que la amplia mayoría de la gente se autoidentificase como atea, siguiendo los postulados ideológicos del marxismo (el cual define a la religión como el “opio del pueblo”).

## Censo
El censo fue finalmente realizado el 6 de enero de 1937, además del conteo poblacional general en las ciudades, pueblos y villas, el NKVD (antecesor del KGB) realizó un censo especial en los campos de trabajos forzados del sistema Gulag y entre los guardias fronterizos, miembros del Ejército Rojo hicieron lo propio entre las filas militares, y el personal ferroviario realizó un conteo de los pasajeros que viajaban durante ese día.
Cuando se procesaron los primeros datos preliminares, luego de haberlos recibido a través del telégrafo, pronto se volvió evidente que la enumeración final no superaría los 162 millones de habitantes.
La mayor discrepancia entre los datos demográficos esperados y los obtenidos provino de las entonces repúblicas socialistas soviéticas de Ucrania, Kazajistán, así como de las regiones del Volga y del norte del Cáucaso, que habían sido los territorios más afectados por la hambruna soviética de 1932-1933.. Asimismo, a pesar de que se esperaba contabilizar unos cuatro millones de prisioneros políticos en los campos de trabajos forzados del sistema Gulag, “sólo” se contabilizaron unos 2,6 millones.
El 11 de enero, el jefe del TsUNJU, Kraval, envió telegramas solicitando el recuento total de los asentamientos, por si posteriormente surgía alguna duda de que había gente no contabilizada o “desaparecida”. Aun así, a pesar del recuento oficial de unos 25.000 asentamientos, solo se encontraron 4.887 en esas condiciones. El resultado preliminar del censo, informado a Iósif Stalin a mediados de marzo de 1937, fue de 162.039.470 habitantes, bastante menos que los “criminalmente reducido” números de 170-172 millones del registro oficial y, por cierto, mucho menos que los 180 millones esperados por el líder soviético.
Otro duro golpe para el régimen estalinista, fue el alto porcentaje de la gente que declaraba ser religiosa (generalmente perteneciente a la tradicional Iglesia ortodoxa rusa). Con la implantación del ateísmo de Estado y la creciente represión política estatal, la gente había comenzado a practicar el culto cada vez más en privado. No obstante, un alto porcentaje de los encuestados (unos 55,3 millones o un 56,7% de aquellos que respondieron) afirmaron ser religiosos (la pregunta en particular solo fue realizada a los mayores de 16 años). Por otro lado, unos 42,2 millones afirmaron ser ateos (o no religiosos) y un millón se negó a brindar una respuesta al respecto. La historiadora V. B. Zhiromskaya declararía al respecto que si bien mucha gente esperaba ser perseguida si se declaraba perteneciente a alguna religión (en particular a la oficial del derrocado zarismo), pero consideraron que esa era una pregunta importante o trascendente. Algunos tenían una actitud (demasiado) optimista al respecto y pensaban que “si mucha gente dice que es religiosa, las autoridades tendrán que (re)abrir las iglesias” (ya que obviamente no se podía encarcelar o enviar a campos de trabajos forzados a una importante masa demográfica del pueblo soviético). Las autoridades quedaron tan contrariadas por los resultados arrojados por el censo que no incluyeron ninguna pregunta sobre religión en los censos futuros. Solamente durante el período de la glásnost («apertura») lanzado por el líder soviético Mijaíl Gorbachov entre 1986 y 1987 se volvió a hablar públicamente de ese tema.

## Consecuencias
En marzo de 1937 los cuatro principales profesionales estadísticos que trabajaban para el TsUNJU: el director del “Sector para la población” Mijaíl Kurman; el jefe de la Oficina del Censo, Olimpi Kvitkin; su segundo, Lázar Brand; y quien estaba a cargo del “Sector para el transporte y las comunicaciones”, Iván Oblómov, fueron arrestados y encarcelados. Pronto se unieron a ellos el director del TsUNJU, Iván Kraval, y los jefes de la mayoría de los centros de estadística regionales. Varios estadígrafos, recientemente asignados en sus funciones para reemplazar a aquellos que habían sufrido arresto, también serían encarcelados con posterioridad.
Existe evidencia de que algunos gerentes asignados a dirigir la organización estadística trataron de evitar comenzar sus nuevos trabajos, en un desesperado intento de escapar a eventuales persecuciones posteriores. El 25 de septiembre de 1937 tuvo lugar una decisión especial del Sovnarkom (Comisariado del Pueblo) que proclamaba que el censo era inválido y que se planificaba realizar otro en un plazo de poco más de un año, para enero de 1939
Un editorial de Pravda, el periódico oficial del PCUS, afirmaba que:

“Los enemigos del pueblo les dieron a los censistas instrucciones inválidas que llevaron a una gran subcontabilización de la población, pero el valiente NKVD, bajo el liderazgo de Nikolái Yezhov destruyó el nido de la serpiente en los cuerpos estadísticos.”
“Censo de población de la Unión”, Pravda, 27 de julio de 1938.

Finalmente el mismo Iósif Stalin tendría que aceptar una población y un crecimiento demográfico efectivamente menores. En su informe ante el XVIII Congreso del Partido Comunista de la Unión Soviética, el líder supremo comentó::

Algunos trabajadores del viejo Gosplán pensaron que durante el segundo plan quinquenal [de 1933-1938] el crecimiento anual de la población era de tres o cuatro millones de personas. Eso era una fantasía o algo peor.
Iósif Stalin

El entonces nuevo censo soviético de 1939 fue organizado y corregido de tal manera que ciertamente incluía datos inflados acerca de las cifras de población del país (disimulando eventualmente la sangría demográfica provocada por la Gran Purga, el Holodomor, etc.). Éste finalmente mostró una población de 170,6 millones de habitantes, cifra manipulada de tal manera de coincidir exactamente con los números afirmados por Iósif Stalin en su informe ante el XVIII Congreso del Partido.
Durante el resto del régimen estalinista (que duró hasta 1953), no se realizaría ningún otro censo. El siguiente recién sería llevado a cabo el 15 de enero de 1959, durante el gobierno de Nikita Jrushchov.

## Importancia de los datos censales
En la actualidad existe consenso entre los historiadores y demógrafos avocados al tema que el los resultados del censo de 1939 fueron ajustados de una manera más bien maliciosa (entre medio millón y 1,5 millones de personas adicionales fueron agregadas a la población reportada).
Desde el registro de la década de 1930, los datos se volvieron tan reajustados que algunos historiadores confían que el censo de 1937 es la única fuente de datos demográficos más o menos confiables para el largo e importante período de 33 años comprendido entre 1926 y 1959, entre el “más normal” primer censo estalinista y el primero y único de la era de Nikita Jrushchov. No obstante, los demógrafos en general no lo consideran así
Posteriormente los datos se volvieron influyentes -más entre los historiadores que entre los demógrafos- para intentar evaluar el número aproximado de víctimas de la Gran Purga, de las hambrunas como el Holodomor de Ucrania.